# Lées-Athas
Lées-Athas (en euskera Leze-Athaze, en occitano Les-Atàs)  es una población y comuna francesa, en la región de Aquitania, departamento de Pirineos Atlánticos, en el distrito de Oloron-Sainte-Marie y cantón de Oloron-Sainte-Marie-Est.

## Demografía
| 863 | 911 | 920 | 955 | 895 | 910 | 893 | 911 | 898 | 857 | 824 | 754 | 699 | 676 | 645 | 641 | 602 | 598 | 580 | 565 | 548 | 543 | 502 | 514 | 501 | 440 | 392 | 348 | 312 | 278 | 243 | 241 | 264 | 289 |
| Para los censos de 1962 a 1999 la población legal corresponde a la población sin duplicidades (Fuente: INSEE [Consultar]) |     |     |     |     |     |     |     |     |     |     |     |     |     |     |     |     |     |     |     |     |     |     |     |     |     |     |     |     |     |     |     |     |     |

## Economía
La principal actividad es la agrícola (ganadería bobina y ovina).